# أبو بكر أحمد عباد عمر عباد
أبو بكر أحمد عباد عمر عباد برلماني يمني، عضو في مجلس النواب، عن الدورة البرلمانية 2003-2009 والكتلة البرلمانية لنواب حزب المؤتمر الشعبي العام عن الدائرة الانتخابية رقم (148) بمديرية شبام محافظة حضرموت .